# Даніель Сваровскі
Даніель Сваровскі (нім. Daniel Swarovski; 24 жовтня 1862, Георгенталь — 23 січня 1956, Ваттенс) — австрійський інженер, засновник австрійської кришталевої імперії Swarovski.

## Біографія
Даніель Сваровскі народився на території Австро-Угорської імперії, в гірському селі Георгенталь, на півночі гірської Богемії, на батьківщині знаменитого богемського скла. Він був скрипалем, але, маючи гарну освіту, цікавився електротехнікою і конструюванням електрообладнання. У 1883 році він відвідав Міжнародну електричну виставку у Відні, де познайомився з машинами, створеними Едісоном, і побачив можливості нових технологій у скляній промисловості. На початку 1890 років Сваровскі займався проєктуванням машини для автоматичної обробки кристалів. У 1892 році він одержав патент на перший свій винахід — машину, що обробляє кристалічні камені з безпрецедентною точністю.

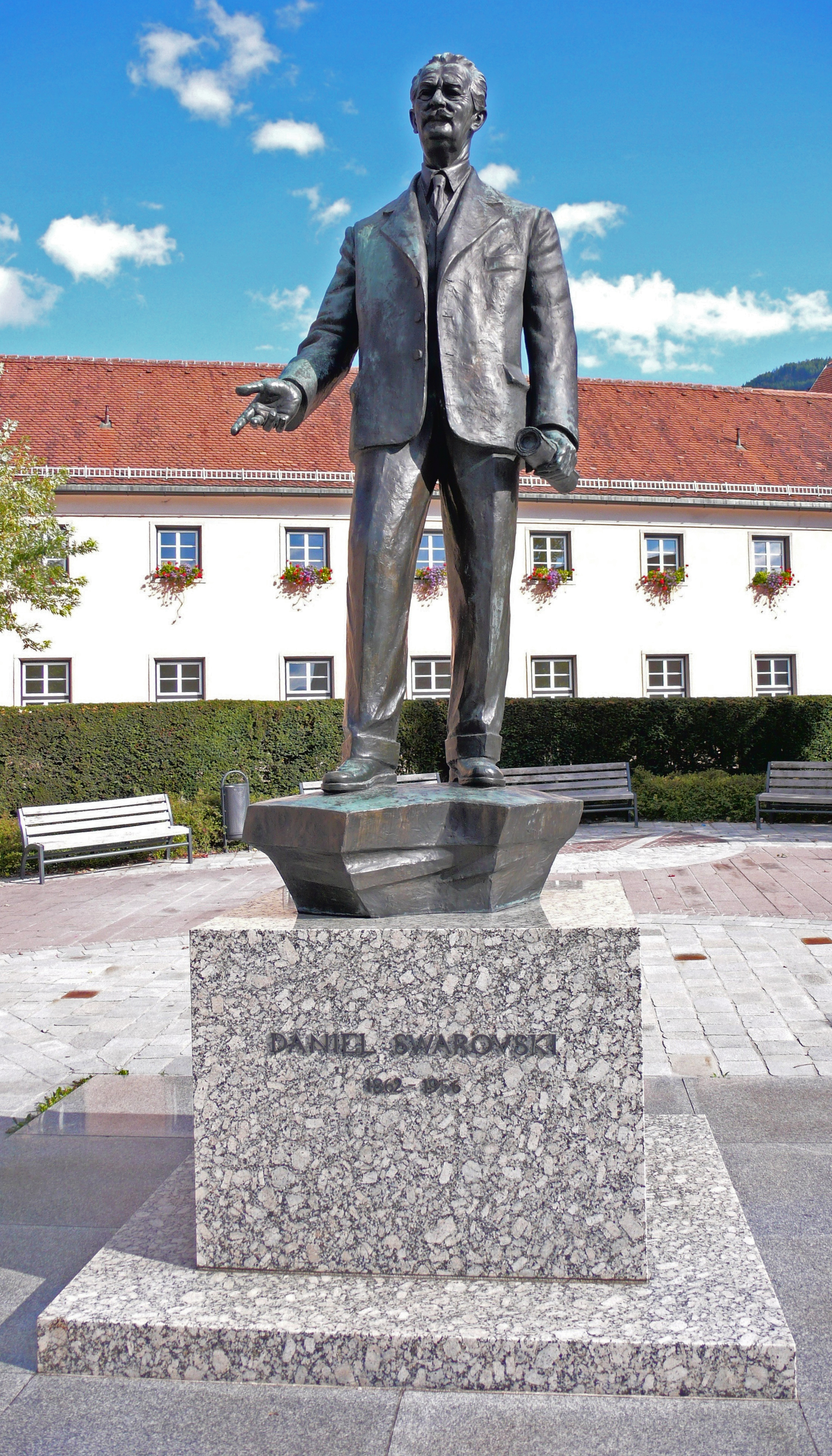
Пам'ятник Даніелю, засновнику компанії Swarovski

Після винаходу машини для спеціальної масової обробки кришталю, у 1895 році, він перебрався з Богемії в Тіроль, де в селі Ваттенс заснував завод з виробництва виробів з кришталю. Спочатку фірма, утворена Даніелем Сваровскі спільно з діловим партнером з Парижа, називалася «A. Kosmann, Daniel Swarovski & Co». Пізніше, після розширення заводу, підприємство було перейменоване на «Swarovski».
У перші роки роботи фірми Сваровскі займався поліпшенням технології огранювання й шліфування кристалів, довівши її до досконалості. У 1911 році, зі своїми синами Вільгельмом, Фрідріхом і Альфредом, він зумів знайти кращий склад вихідних сумішей для виготовлення високоякісного кришталю з високою прозорістю і блиском. Цей технологічний склад до теперішнього часу є таємницею компанії і зберігається в найсуворішому секреті.
Якість отриманих кришталевих виробів дозволило розглядати їх як альтернативу дорогоцінним каменям і діамантам. З моменту відкриття виробництва засновником компанії було заявлено, що кришталеві «кристали» імітують дорогоцінне каміння. Перші зразки прикрас, виготовлених на підприємстві Swarovski, були відправлені в Париж і Санкт-Петербург, де викликали захоплення публіки і завоювали популярність модниць. Нині прикраси з кристалами Swarovski розглядаються фахівцями як самостійний вид ювелірного мистецтва.
Після аншлюсу підтримав новий режим і був членом НСДАП, маючи членський квиток під номером 6 181 200.
Помер у 1956 році у віці 94 років.